# 금강경삼가해 권2
금강경삼가해 권2(金剛經三家解 卷二)는 대구광역시 달서구, 동산도서관에 있는 조선시대의 금속활자본 책이다. 2001년 8월 3일 대한민국의 보물 제772-4호로 지정되었다.
금강경오가해(金剛經五家解) 중에서 야부(冶父)의 송(頌), 종경(宗鏡)의 제강(提綱), 득통(得通)의 설의(說誼) 등 3가(家)를 번역한 것이다.
제2권의 권두제(卷首題)는 ≪금강반야바라밀경(金剛般若波羅蜜經)≫으로 되어 있으나 판심제(版心題)는 ≪금강경삼가해(金剛經三家解)≫로 되어 있다. 이 책은 세조(世祖)의 명(命)으로 편찬하기 시작하였으나 완성하지 못하다가 성종(成宗) 13년(1482년)에 세조비(世祖妃) 정희왕후(貞熹王后)의 명으로 승려 학조(學祖)가 교정 간행하였다. 본문은 금속활자인 정축자(丁丑字)로 인출했는데 주해문(註解文)은 을해자(乙亥字)로 찍었다. 전해져 오는 판본이 희귀한 점 등 그 가치가 높다.

## 같이 보기
- 금강경오가해
- 정희왕후
- 정축자
- 을해자

## 참고 자료
- 금강경삼가해 권2 - 국가유산청 국가유산포털